# Pływanie synchroniczne na Letnich Igrzyskach Olimpijskich 2008
Konkurencje w Pływaniu synchronicznym na Letnich Igrzyskach Olimpijskich 2008 w Pekinie rozgrywane były w Beijing National Aquatics Centre. W Pekinie kobiety rywalizowały w duecie i w pływaniu drużynowym. Turniej odbył się w dniach 17–22 sierpnia 2008 roku. Polki nie startowały w tej dyscyplinie.

## Medalistki
| Konkurencja:        | Złoto: | Rezultat | Srebro: | Rezultat | Brąz: | Rezultat |
| Duety (szczegóły)   | Anastasija Dawydowa Anastasija Jermakowa (RUS) | 99,251   | Andrea Fuentes Gemma Mengual (ESP) | 98,334   | Emiko Suzuki Saho Harada (JPN)                                                                               | 97,167   |
| Drużyny (szczegóły) | Rosja · Anastasija Dawydowa · Anastasija Jermakowa · Marija Gromowa · Natalja Iszczenko · Elwira Chasianowa · Olga Kużeła · Swietłana Romaszyna · Anna Szorina · Jelena Owczinnikowa | 99,500   | Hiszpania · Alba Cabello · Raquel Corral · Andrea Fuentes · Thais Henriquez · Laura Lopez · Gemma Mengual · Irina Rodriguez · Paola Tirados | 98,251   | Chiny · Gu Beibei · Jiang Tingting · Jiang Wenwen · Liu Ou · Luo Xi · Sun Qiuting · Wang Na · Zhang Xiaohuan | 97,334   |

## Tabela medalowa
| Miejsce | Państwo   | Złoto | Srebro | Brąz | Razem |
| ------- | --------- | ----- | ------ | ---- | ----- |
| 1.      | Rosja     | 2     | 0      | 0    | 2     |
| 2.      | Hiszpania | 0     | 2      | 0    | 2     |
| 3.      | Japonia   | 0     | 0      | 1    | 1     |
| 3.      | Chiny     | 0     | 0      | 1    | 1     |
|         | Razem     | 2     | 2      | 1    | 6     |